# Wohnhaus Alte Dorfstraße 2

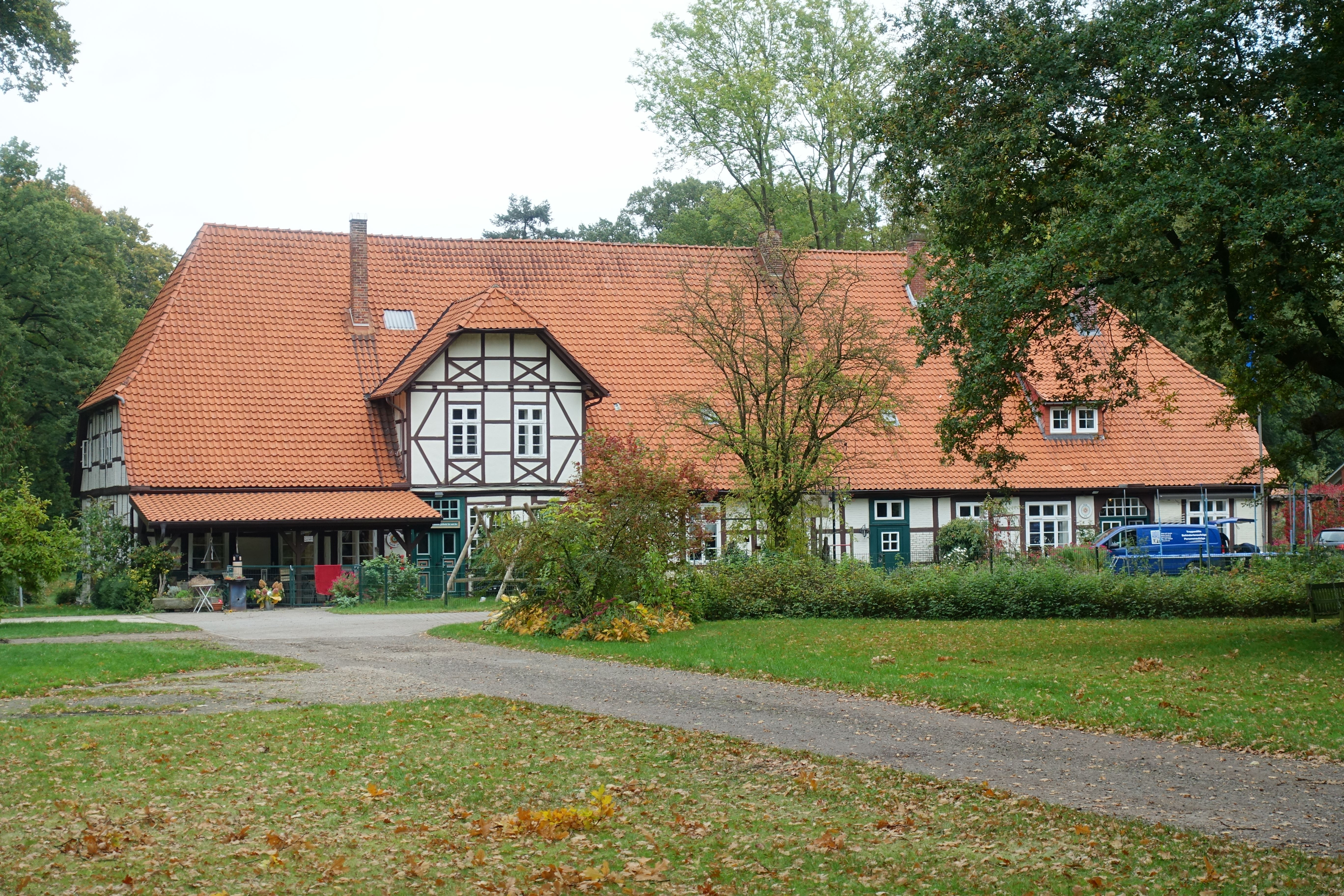
Südwestfassade (2022)

Das Wohnhaus Alte Dorfstraße 2 (Herrenhaus) in der niedersächsischen Gemeinde Gyhum, Ortsteil Bockel, wurde in der ersten Hälfte des 19. Jahrhunderts gebaut. Aktuell (2025) wird das Gebäude zum Wohnen und gewerblich (von der Hammerstein KG) genutzt.
Das Gebäude steht unter Denkmalschutz (siehe auch Liste der Baudenkmale in Gyhum).

## Geschichte und Beschreibung
Bockel liegt drei Kilometer südwestlich vom Kernort Gyhum in der heutigen Samtgemeinde Zeven im Landkreis Rotenburg (Wümme). Das alte Adelsgeschlecht Hammerstein ist seit der zweiten Hälfte des 17. Jahrhunderts auch in Niedersachsen in verschiedenen Orten ansässig; dazu gehört das Rittergut von Hammerstein in Bockel mit seiner über 400 Jahre alten Eiche.
Das eingeschossige traufständige lange Gebäude in Fachwerk mit Steinausfachungen, ziegelgedecktem Krüppelwalmdach mit großem straßenseitigen Dachhaus, wurde um 1810 als Herrenhaus einer Gutsanlage gebaut. Es liegt zentral auf dem Gelände des Gutshofs und diente als Wohnhaus der Gutsfamilie.
Zm Gut gehört u. a. eine große giebelständige Scheune in Fachwerk mit Satteldach und zwei Quereinfahrten. Auf dem Gut fanden verschiedene kulturelle und politische Veranstaltungen statt.
Das Landesdenkmalamt befand u. a.: „… orts-, bau- und kunstgeschichtlicher, gebäudetypischer, orts- und anlagenbildprägender Zeugniswert ….“